# اچ‌ام‌اس جالوت (۱۸۹۸)
اچ‌ام‌اس جالوت (۱۸۹۸) (به انگلیسی: HMS Goliath (1898)) یک کشتی بود که طول آن ۳۹۰ فوت (۱۲۰ متر) بود. این کشتی در سال ۱۸۹۸ ساخته شد.